# Velika umetna reka
Velika umetna reka (GMMR, arabsko النهر الصناعي العظيم, latinizirano: an-nahr aṣ-ṣināʿiyy al-ʿaẓīm, italijansko Grande fiume artificiale) je mreža cevi, ki oskrbuje svežo vodo, pridobljeno iz fosilnega vodonosnika nubijskega peščenjakovega sistema vodonosnikov čez Libijo. Gre za največji namakalni projekt na svetu. Projekt uporablja cevovodni sistem, ki črpa vodo iz sistema vodonosnikov nubijskega peščenjaka iz južne Libije v mesta na naseljeni libijski severni sredozemski obali, vključno s Tripolisom in Bengazijem. Sistem pokriva razdaljo do 1600 kilometrov in zagotavlja 70 % vse sladke vode, ki se uporablja v Libiji.
Glede na spletno stran projekta je to največje podzemno omrežje cevi (2820 kilometrov in akvaduktov na svetu. Sestavljen je iz več kot 1300 vodnjakov, večina globokih več kot 500 m, in oskrbuje 6.500.000 m3 sveže vode na dan v mesta Tripolis, Bengazi, Sirte in drugod po Libiji. Pokojni libijski voditelj Moamer Gadafi ga je opisal kot »osmo čudo sveta«.

## Zgodovina
Leta 1953 so prizadevanja za iskanje nafte v južni Libiji privedla do odkritja velikih količin pitne fosilne vode pod zemljo. Projekt Velika umetna reka (Great Man-Made River - GMRP) je bil zasnovan v poznih 1960-ih, delo na projektu pa se je začelo leta 1984. Gradnja projekta je bila razdeljena v pet faz. Prva faza je zahtevala 85 milijonov m3 izkopa in je bila slovesno odprta 28. avgusta 1991. Druga faza (poimenovana First water to Tripoli) je bila slovesno odprta 1. septembra 1996.
Projekt je v lasti organizacije Great Man-Made River Project Authority, financirala pa ga je Gadafijeva vlada. Glavni izvajalec za prve faze je bil Dong Ah Consortium (južnokorejsko podjetje), sedanji glavni izvajalec pa je Al Nahr Company Ltd.
Uvoženo blago, ki je bilo namenjeno uporabi pri gradnji GMR, je bilo izdelano v Koreji in Evropi (predvsem v Italiji) in je prispelo po morju preko vstopnega pristanišča Brega (zaliv Sirta). Katodno zaščito pred korozijo na cevovodu je dobavilo avstralsko podjetje AMAC Corrosion Protection s sedežem v Melbournu in dostavljeno prek pristanišča Bengazi. Preostali material je bil izdelan v Libiji.
Skupni stroški GMRP so bili predvideni na več kot 25 milijard USD. Libija je dokončala delo do danes brez finančne podpore večjih držav ali posojil svetovnih bank. Od leta 1990 UNESCO zagotavlja usposabljanje inženirjev in tehnikov, ki sodelujejo pri projektu.
Fosilni vodonosnik, iz katerega se dobavlja ta voda, je sistem vodonosnikov nubijskega peščenjaka. Nabralo se je v zadnji ledeni dobi in se trenutno ne obnavlja. Če stopnje pridobivanja iz leta 2007 ne bodo povečane, bi lahko voda trajala tisoč let. Druge ocene kažejo, da bi vodonosniku lahko zmanjkalo vode že v 60 do 100 letih. Analitiki pravijo, da so stroški 25 milijard dolarjev vrednega sistema za črpanje podzemne vode 10 % stroškov razsoljevanja.
V ta projekt so vložili milijardo evrov za postavitev 50.000 umetnih palm za kondenzacijo vode. Ta projekt je izvedel španski inženir Antonio Ibáñez de Alba.
22. julija 2011, med prvo libijsko državljansko vojno in tujim vojaškim posredovanjem, je eno od dveh tovarn, ki izdelujeta cevi za projekt, tovarno Brega, zadel Natov zračni napad. Na tiskovni konferenci 26. julija je Nato trdil, da so bile rakete izstreljene z območja tovarne in da je bil po ugotovitvah obveščevalnih služb tam shranjen vojaški material, vključno z večlanserji, pri čemer je predstavil dve fotografiji BM-21 MRL kot edini dokaz za uničenje tovarne. Dokazi za morebitno kršitev resolucij ZN so bili nezadostni.
Med drugo libijsko državljansko vojno od leta 2014 do 2020 je bila vodna infrastruktura zanemarjena in občasne v okvari. Od julija 2019 je bila razstavljena 101 od 479 vrtin na zahodnem cevovodnem sistemu.
10. aprila 2020 je neznana oborožena skupina zavzela postajo, ki nadzoruje pretok vode v Tripolis in sosednja mesta. Zaradi tega je bil pretok vode prekinjen za več kot dva milijona ljudi, zato so Združeni narodi napad obsodili iz humanitarnih razlogov.

## Časovnica
- 3. oktober 1983: Generalni ljudski kongres je imel izredno sejo, da bi pripravil osnutke sklepov temeljnih ljudskih kongresov, ki so se odločili financirati in izvesti projekt Velike reke, ki jo je ustvaril človek.
- 28. avgust 1984: Moamer Gadafi je na območju Sarir položil temeljni kamen za začetek gradnje projekta Velike umetne reke.
- 28. avgust 1986: Moamer Gadafi je slovesno odprl tovarno Brega za proizvodnjo prednapetih betonskih cilindričnih cevi, ki veljajo za največje cevi izdelane s prednapeto jekleno žico (večino jeklene žice je v Italiji izdelalo podjetje Redaelli Tecna S.p.A. s sedežem v Cologno Monzese-Milano in tovarno v Caivanu-Neapelj). Na ta dan je bila slovesno odprta tudi tovarna Sarir.
- 26. avgust 1989: Moamer Gadafi je položil temeljni kamen za drugo fazo projekta Velike reke, ki jo je ustvaril človek.

## Prvi prihod vode
- 11. september 1989: do rezervoarja Ajdabija
- 28. september 1989: do rezervoarja Grand Omar Muktar
- 4. september 1991: do rezervoarja Ghardabija
- 28. avgust 1996: v Tripolis
- 28. september 2007: Gharjanu

## Galerija
- Slike velike umetne reke
- GMMR - bankovec za 20 dinarjev (2002)
- Znamka v spomin na Gadafija kot "graditelja reke"